# عمر المحمود
عمر بن عبد العزيز المحمود أكاديمي وكاتب سعودي، يكتب في صحيفة (الجزيرة) السعودية، نشرت له العديد من الدراسات البلاغية والنقدية، كما صدر له عدد من المؤلفات النقدية التي تركز على الجوانب البلاغية في القرآن الكريم في الشعر العربي.

## التعليم
1423: بكالوريوس في اللغة العربية من جامعة الإمام محمد بن سعود الإسلامية بالرياض.
1428: ماجستير في البلاغة العربية من جامعة الإمام محمد بن سعود الإسلامية بالرياض.
1432: دكتوراه في البلاغة والنقد من جامعة الإمام محمد بن سعود الإسلامية بالرياض.

## العمل
أستاذ الدراسات العليا بكلية اللغة العربية بجامعة الإمام محمد بن سعود الإسلامية: قسم البلاغة والنقد.

## إصداراته

### المؤلفات
1. (بلاغة البديع في جزء عمَّ). [رسالة ماجستير]. صدر عن جامعة الإمام 1432هـ.[6]
2. (البحث البلاغي والنقدي في كتاب «المآخذ على شراح ديوان أبي الطيب المتنبي» لابن معقل الأزدي (644هـ). [رسالة دكتوراه]. صدر عنر جامعة الإمام 1435هـ.[9][10]
3. (جماليات التركيب والإيقاع في سورة عبس). صدر عام 1436هـ.[11]
4. (تلقِّي الشُّرَّاح لشعر أبي الطيب: دراساتٌ في المنهج والمؤثرات). صدر عن نادي القصيم الأدبي 1439.[12]

### الدراسات
ملامح منهج التأويل الدلالي عند ابن جني في الفسر الصغير، (بحث منشور في مجلة العلوم العربية) التي تصدرها عمادة البحث العلمي بجامعة الإمام، العدد السابع والعشرون، ربيع الآخر 1434هـ.
نقد المعنى في استدراكات الأصفهاني على ابن جني، (بحث منشور في مجلة الجمعية العلمية السعودية للغة العربية) التي تصدرها كلية اللغة العربية بجامعة الإمام، العدد الحادي عشر، جمادى الآخرة 1437هـ.
بلاغة الالتفات في القراءات القرآنية المتواترة، (بحث منشور في السجل العلمي لندوة «مناهج البحث في بلاغة القرآن الكريم» التي عقدها قسم البلاغة والنقد ومنهج الأدب الإسلامي بجامعة الإمام محمد بن سعود الإسلامية في الفترة من 1-3 ربيع الأول 1438هـ.
الجهود البلاغية في تفسير ابن أبي الربيع السبتي، (بحث منشور في مجلة العلوم العربية) التي تصدرها عمادة البحث العلمي بجامعة الإمام، العدد الرابع والأربعون، رجب 1438هـ.